# Любятово (бренд)
Любятово — российский бренд печенья и каш быстрого приготовления в Вязьме на улице Ленина, 83.

## О компании
История бренда «Любятово» берёт своё начало в 2008 году, когда американская компания Kellogg’s приобрела несколько российских кондитерских фабрик. Предприятия бренда «Любятово» позже появились в Воронеже и Пскове.
Изначально бренд «Любятово» являлся частью международной корпорации. В 2023 году компания Kellogg’s покинула российский рынок, и бренд «Любятово» вошёл в состав группы компаний «Черноголовка».
Слоган компании: «Из самого сердца русских полей». Манифест был создан агентством Leo Burnett.

## Продукция
Бренд «Любятово» выпускает готовые завтраки, печенья, крекеры, злаковые печенья, галеты, хлебцы и конфеты.

### Мария
Мария — затяжное печенье. Изначально выпускалось только в виде традиционного, а позже стало выпускаться также с шоколадной глазурью.

### Топлёное молоко
Топлёное молоко — сахарное печенье с топлёным молоком. Некоторое время выпускалось также с шоколадной глазурью.